# بوفیگنیروکس
بوفیگنیروکس (به فرانسوی: Bouffignereux) یک کمون در فرانسه است که در ان (ا-دو-فرانس) واقع شده‌است. بوفیگنیروکس ۴٫۳۶ کیلومتر مربع مساحت دارد ۷۶ متر بالاتر از سطح دریا واقع شده‌است.